# Brain Drain (együttes)
A karcagi kötődésű Brain Drain zenekar 2013-ban alakult az egykori Félúton és Blaze Up formációk összeolvadásából Az eredeti felállás három taggal szerveződött meg: Nagy Péter gitáros, Törőcsik István dobos-énekes és Auner Tamás basszusgitáros.
A zenekar kezdetben modern metal vonalon indult el, többen az egykori Replikához hasonlították őket. A későbbiekben populárisabb vonalat képviseltek, majd 2020-tól ismét visszatértek a gyökerekhez, immáron billentyűssel kiegészülve. A zenekar büszke származására, ezért legtöbben "A kunok hangja"-ként tartják őket számon.[forrás?] Jellegzetes szövegeik általában az emberi kapcsolatokról szólnak és időnként meglehetősen társadalomkritikusak. A zenekar filozófiája szerint inkább keveset, de minőségi helyszínen koncertezik és mindent önerőből épít fel. A zenekar tagok ezért zeneipari és technikusi végzettséget is szereztek, hogy önállóan és költséghatékonyan tudjanak felvételeket készíteni.

## Korai évek (2013-2015)
A zenekar 2013 elején alakult Nagy Péter és Törőcsik István új ötletének révén. Korábban együtt zenéltek a Félúton nevű formációban, amely 2012-ben szűnt meg emberi- és zenei elképzelések különbözősége miatt, de kettőjük barátsága szorosan összekapcsolta őket. Az új irányvonal a modernebb hangvételű metal volt, ám a korai évek punk-rock hatásai továbbra is megmaradtak a zenéik gerincében. Auner Tamás csatlakozásával először akkor adtak életjelet magukról, amikor 2013-ban megnyerték a Karcag SE helyi futballcsapat indulói pályázatát. A nyereményből 2014-ben kiadták első nagylemezüket Átlátok rajtad címmel, rajta 9 magyar + 2 angolul felvett dallal. A magyar rockzenei lapok többsége inkább szerette a lemezt, ám a kiforratlanság miatt koránt sem volt tökéletes.
A zenekar és Tamás útjai 2014 őszén elváltak, helyére a karcagi zenei élet egyik régi motorosa, Galgovics Zsolt került, akivel új lendületet kapott a zenekar és gyorsan ki is adta 2015 elején a Te választod című dalát. A dal fogadtatása sikeresnek mondható, azonban éles társadalomkritikája miatt a zenekart a politikai élet szereplői is megtalálták, így egy évre hallgatásra kényszerült. Zsolti magánéleti válsága miatt kénytelen volt 2016-ban elköszönni az együttestől.

## A modern és klasszikus vonal találkozása (2016-2018)
Ugyancsak 2016-ban két új tag csatlakozott Perge Tibor és Borsos Bence, akik inkább a klasszikusabb rock zenei világból érkeztek. Zeneileg mindenképpen éretté vált a produkció, 2016-ban "A holnap sztárja" országos tehetségkutató 2. helyezését csípték meg, ahol többek között az akkor még élő Som Lajossal is barátság alakult ki. Azonban a tényleges dalszerző hiányzott a zenekarból, így 2017-ben egy 5 számos EP-t (Két világ határán) adtak ki, melyen azonban csak 3 új szám kapott helyet, azokból viszont kiemelkedett a Jégbe fagyva szerzemény, amely 2017 Valentin-napján került ki. A klip megjelenése némi ismertséget hozott és állandó koncertnótává vált. Az M2 Petőfi Tv is forgatott a zenekarral egy kisfilmet, amely egy véletlen hiba miatt végül sosem került adásba a tagok óriási csalódására. Egy éven át zenei menedzsment is dolgozott a zenekar mögött, azonban rengeteg pénz távozott a zenekari kasszából az építkezés és várakozás alatt, ráadásul első komolyabb fesztivál fellépésük sem valósult meg, mivel külső okokból kudarcba fulladt a rendezvény. A sikertelenség és az anyagi nehézségek feszültséget keltettek a tagok között. Az új tagok saját projektjeit építették inkább, így elkerülhetetlenül nagy törés következett be, amely komoly döntések elé állította az alapító tagokat. 2017 novemberében Tibor és Bence távozott. A felszínen maradás érdekében született meg egy kollaborációs dal is FNT és Adri közreműködésével, amely rap és pop dalként látott napvilágot 59-es körzet címmel. A dalt a hip-hop berkek szívesen, a rockzenei tábor azonban kevésbé szerette. A mélypontban lévő zenekarnak nem feküdt a populáris vonal, a közönségük jelentős része is elhagyta őket, így ezt a vonalat szorgalmazó menedzsment is távozott a zenekar kötelékeiből. Hosszú és kemény újraépítés következett.

## Újjászületés és küzdelem (2018-2020)
Kustár Gergely érkezésével megkezdődött az újjászervezés. A sikertelenség és anyagi válság megviselte az alapító tagokat, így gyorsan kijött a Mást sem érdemelsz szerzeményük 2018 áprilisában, amely az alkohol- és drogfüggőségre hívta fel a figyelmet. A korábbi dalokhoz képest jóval nagyobb nézettséget hozó dal már újra rockszerzemény volt. 2019-ben a KFT zenekar klasszikusát a Bál az operában gondolta újra, amelyben közreműködött a karcagi Senor zenekar fiatal billentyűse, Perge Adrián. A rajongók nagy örömmel fogadták. Bornai Tibor, a KFT billentyűse is pozitívan nyilatkozott a feldolgozásról, amelynek következtében a zenekar új erőre kapott.
A 2020-as évre komplett turné volt lekötve, ám a koronavírus járvány miatti korlátozások keresztülhúzta azt, így ismét várakozás és építkezés vette kezdetét. 2020-ban újra felvették a legelső szerzemények egyikét még a Félúton-érából Nincs Hitel címmel. A korábban elképzelhetetlennek tűnő, egy szál zongorával rögzített tétel megmutatta, hogy István hangi adottsága jelentős fejlődésen ment keresztül. Úgy tűnt, hogy elérkezett az idő, hogy megszülessenek az új dalok és szintet lépjen a zenekar minden tekintetben.
Ráadásul Adrián személyében István megtalálta szerzőtársát. Ennek eredményeképpen 1 éven belül 13 dalt írtak meg, így a kislemez helyett 7 év után ismét nagylemez várható, ami még 2021-ben megjelenik. A zenekar elmondása szerint a dalok a korai évek stílusát fogja ötvözni dark vonallal, amely minden eddiginél dallamosabb és fogósabb melódiákat fog tartalmazni. A dalokban a topolyai származású Cservenák Marianna (Fehérvár hangja 2019 döntőse) is közreműködik majd, így érdemben öt ember együttes munkája lesz hallható. Az új éra előfutáraként 2021 nyarán megjelent az első kislemezes dal Lidérc címmel, amely Incubus néven, angol változatban is elérhetővé vált.

## A zenekar tagjai
- Nagy Péter – gitár, vokál (2013 -)
- Törőcsik István – dob, ének (2013 -)
- Kustár Gergely – basszusgitár (2018 -)

Állandó közreműködők:
- Perge Adrián – billentyű (2019 -)

## Korábbi tagok
- Perge Tibor – gitár, basszusgitár (2016 – 2017)
- Borsos Bence – basszusgitár (2016 – 2017)
- Galgovics Zsolt – gitár, basszusgitár (2015 – 2016)
- Auner Tamás – basszusgitár (2013 – 2014)